# 21462 Karenedbal
21462 Karenedbal è un asteroide della fascia principale. Scoperto nel 1998, presenta un'orbita caratterizzata da un semiasse maggiore pari a 2,4178461 UA e da un'eccentricità di 0,1399169, inclinata di 4,80011° rispetto all'eclittica.